# Bismarck-Denkmal (Hamburg)

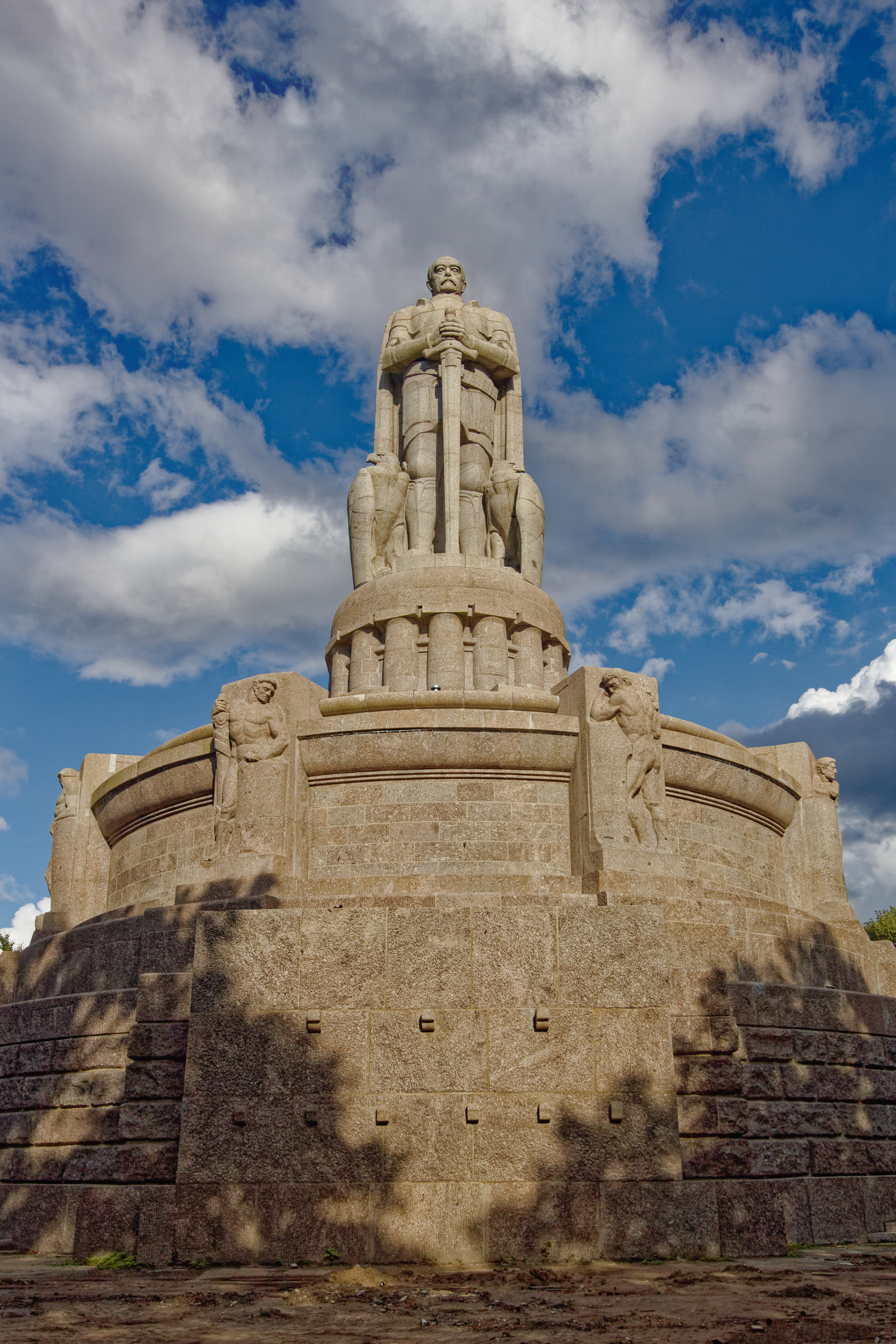
Vorderansicht des Bismarck-Denkmals, 2023

Das Bismarck-Denkmal im Alten Elbpark in Hamburg erinnert an den ersten deutschen Reichskanzler Otto von Bismarck (1815–1898). Es wurde in den Jahren 1901 bis 1906 nach Plänen des Architekten Emil Schaudt und des Bildhauers Hugo Lederer errichtet. Vom Hamburger Hafen aus gut sichtbar, zeigt es von Bismarck als hanseatischen Roland, ein Symbol städtischer Freiheit. Mit einer Gesamthöhe von 34,3 Metern ist es das größte Bismarck-Denkmal Deutschlands und eines der Wahrzeichen Hamburgs. Es steht unter Denkmalschutz.

## Beschreibung

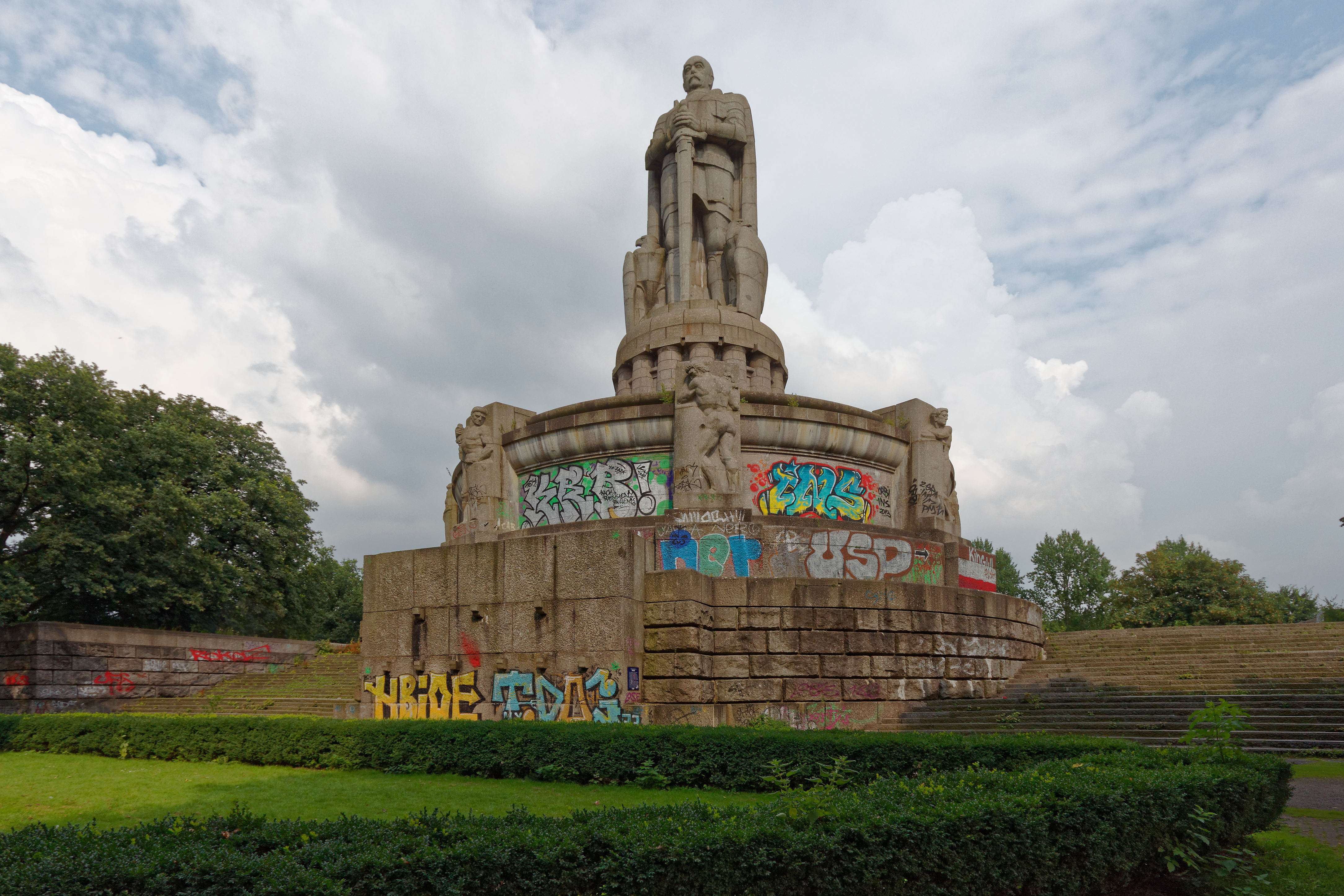
Seitenansicht des Bismarck-Denkmals, 2016

Das Monument hat eine Gesamthöhe von 34,3 Metern (Sockel und Figur) und wiegt 625 Tonnen. Die für das Denkmal verwendeten 100 Granitblöcke stammen aus Kappelrodeck im Schwarzwald. Es handelt sich um Oberkirch-Granitporphyr. Die eigentliche Bismarck-Figur ist 14,8 Meter hoch. Die Höhe des Kopfes beträgt 1,83 Meter, die Länge des Schwertes zehn Meter.
Ihm zu Füßen versinnbildlichen Granitfiguren die germanischen Stämme. Diese acht Sockelfiguren wurden erst 1908 nach einer erneuten Spendenaktion ausgeführt, da beim Entwurf des Bismarckdenkmals die Materialfrage zunächst offen gelassen wurde und ein erheblich größerer Anteil der ursprünglichen gesammelten Spenden für das Granitmaterial ausgegeben werden musste.
Zentral im Inneren, genau unter der Figur, befindet sich ein 15 Meter hoher, aus Ziegelmauerwerk hergestellter, nach oben leicht verjüngter Rundraum. Der Innendurchmesser dieser Trommel beträgt 3,70 Meter. Die Hohlräume im Denkmalsockel dienten ursprünglich der Entlüftung des Bauwerks.

## Geschichte

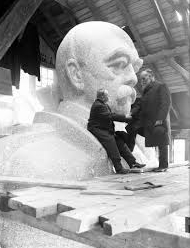
Kopf des Denkmals, 1906

Enthüllung des Denkmals, 1906

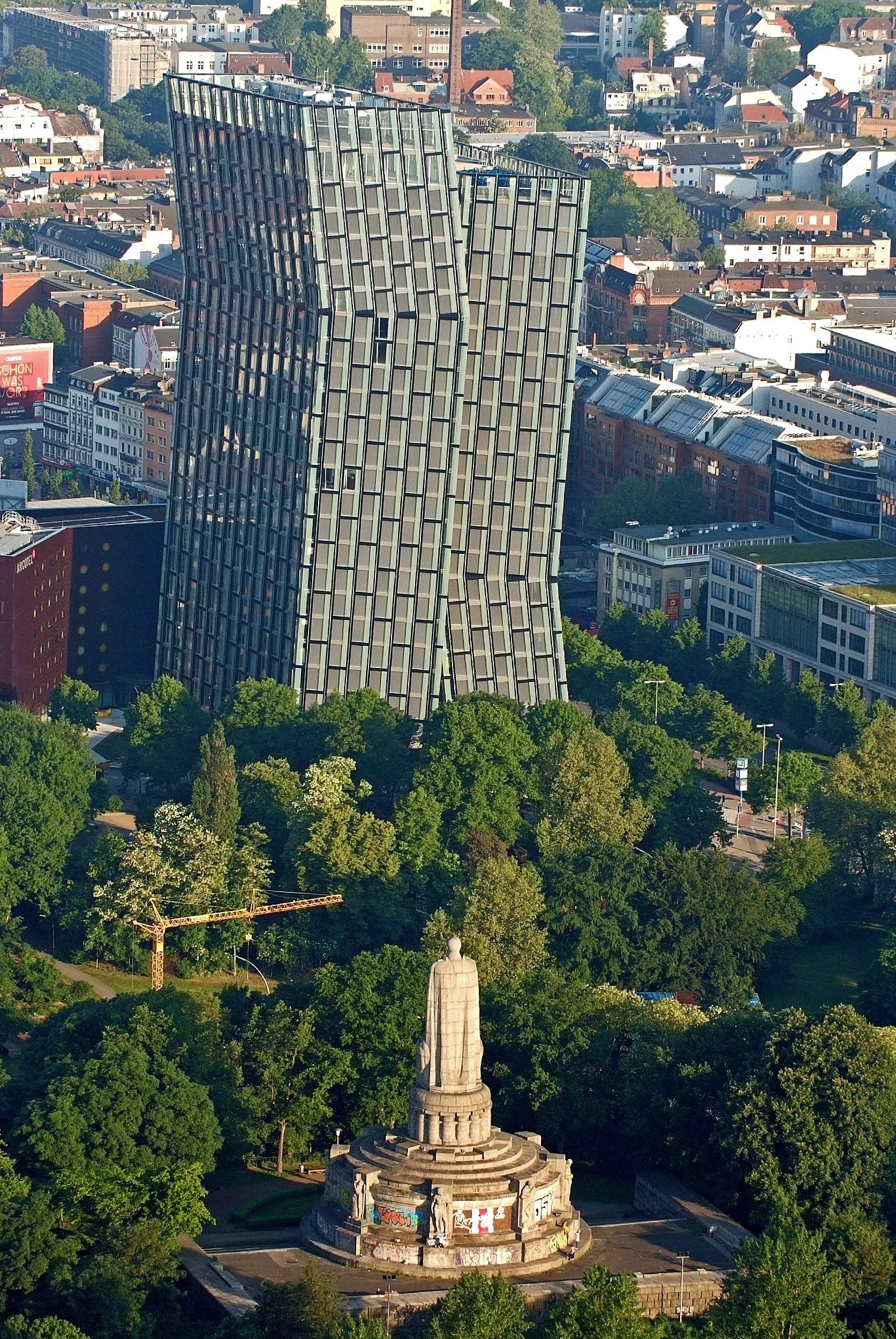
Luftbild des Denkmals, dahinter die Tanzenden Türme, 2013

### Vorgeschichte
Am 31. Juli 1898 starb Bismarck im Alter von 83 Jahren in Friedrichsruh bei Hamburg. Für Max von Schinckel (Persönlich haftender Gesellschafter der Norddeutschen Bank und Vorstand der Disconto-Gesellschaft, Mitglied der Handelskammer,) stand fest, „dass unverzüglich und solange noch jedem dieser unersetzliche Verlust heiß in der Seele brannte, auch in Hamburg die Schritte für die Errichtung eines grandiosen Bismarckdenkmals getan werden müssten“. Am folgenden Montag beschloss er mit seinem „Gesinnungsgenossen“ Rudolph Crasemann (Abgeordneter, Handelskammermitglied, Präsidium), den damaligen Bürgermeister Johannes Versmann aufzufordern, den Ehrenvorsitz für ein Komitee zu bilden. Der dritte im Bunde war der Diamantenhändler Ludwig Julius Lippert, ein „begeisterter Bismarckanhänger“. Dem Gremium für den Bau eines Ehrenmals sollten elf angesehene Bürger Hamburgs angehören. Am 7. August machten die Hamburger Nachrichten mit einem „Aufruf zur Errichtung eines Bismarck-Denkmals in Hamburg“ auf der Titelseite auf, die über die gesamte Seite Namen von Unterzeichnern des Aufrufes aufführte. Anschließend begann die Spendensammlung, die aufgrund der geringen Bereitschaft in der Bevölkerung länger dauerte als geplant.
Dem Bismarck-Denkmal-Comité gehörten unter anderem Bürgermeister Johann Georg Mönckeberg, die Reeder Carl Laeisz bzw. Carl Ferdinand Laeisz, der Präsident des Oberlandesgerichts Ernst Friedrich Sieveking, der Architekt der Speicherstadt Franz Andreas Meyer, der Direktor des Museums für Kunst und Gewerbe Justus Brinckmann, der Architekt des Rathauses Martin Haller und der Direktor der Kunsthalle Alfred Lichtwark an sowie Edmund Siemers, Rudolph Crasemann, Otto Eduard Westphal, Eduard Isaakson, Johannes Semler, Ernst Friedrich Friedheim, u. a.

### Planung und Bau
Man einigte sich darauf, für 453.000 Mark – anstelle des 1901 zum Abriss freigegebenen Elbpavillons – auf einer Elbhöhe im Alten Elbpark in den Hamburger Wallanlagen oberhalb vom Hamburger Hafen, weit sichtbar, Bismarck mit westlicher Sicht auf den Elbstrom zu errichten. 1901 wurde ein Wettbewerb ausgelobt. Dem Preisgericht gehörten an: Martin Haller, Camillo Sitte, Paul Wallot, Robert Diez, Georg Treu, Masson und drei Vertreter der Stadt Hamburg. Aus den 239 eingesandten Entwürfen wurden im Januar 1902 die fünfzehn besten prämiert. Hugo Lederer und Emil Schaudt erhielten für ihren Entwurf, der Bismarck in Form einer riesigen Rolandstatue zeigt, den ersten Preis und den Auftrag zur Ausführung. Am 28. Juli 1905 zog ein Gespann mit 16 Pferden den 1,83 Meter großen Bismarck-Kopf aus Granit vom Ottensener Güterbahnhof auf die Baustelle im Alten Elbpark. Die feierliche Einweihung fand am 2. Juni 1906 nach dreijähriger Bauzeit statt.
Das heute, an seiner Höhe bemessen, größte Denkmal Hamburgs war bereits damals nicht unumstritten. Auch war man sich über den Standort anfangs nicht einig. Als alternative Bauplätze standen in der Findungsphase unter anderem der Waseberg von Blankenese mit einer weitaus größeren Bismarckstatue (über 60 m), die in das Elbstromland schauen sollte, kurzzeitig zur Diskussion oder eine weitaus kleinere Statue entweder an der heutigen Straße Fontenay (Außenalster / Alstervorland) oder an der Binnenalster (Lombardsbrücke / Ballindamm).

### Ausbau zum Luftschutzraum
Die Hohlräume des Denkmals wurden in den Kriegsjahren 1939 bis 1941 zu Luftschutzräumen für bis zu 950 Personen ausgebaut. Sie waren vor allem für Passanten, Besucher der Landungsbrücken und direkte Anwohner vorgesehen. Mit 2.000 Tonnen Beton wurden Zwischendecken und Trennwände eingebaut. Acht wabenähnliche Räume entstanden so im Inneren um die 15 Meter hohe steinerne Trommel unter der Statue. Treppen führen in die unteren Ebenen der Schutzräume. Nach 1941 wurde in der Kegelspitze des Rundraums ein goldenes Hakenkreuz angebracht. An der Wand ist ein riesiger Adler gemalt, der in seinen Klauen einen Eichenkranz trägt. Im Inneren dieses Kranzes befindet sich vermutlich ein übertünchtes Hakenkreuz. Außerdem befinden sich im Innenraum noch weitere Wandmalereien, darunter Wappen und ein Hakenkreuz als Sonnenrad (siehe hierzu auch Schwarze Sonne) sowie – aus dem Zusammenhang gerissene – Zitate von Bismarck in Fraktur.

### Eintrag in die Denkmalliste
Am 17. März 1960 wurde das Bismarckdenkmal unter der Nr. 461 in die Liste der Hamburger Denkmäler eingetragen. Eine Unterschutzstellung war ziemlich unmittelbar nach ihrem Vollzug wirksam und somit konnten Planungsüberlegung für die Internationale Gartenbauausstellung (IGA) von 1963, die anstelle des Bismarckdenkmals auf der ehemaligen Bastion im Alten Elbpark einen Aussichtsturm errichten wollten, ad acta gelegt werden. Infolge der Neubewertung Bismarcks, nach der er „allen nationalistisch-alldeutschen und wirtschaftlich-imperialistischen Zielen seiner Zeit immer wieder eine Absage erteilt“ habe, wurde das Denkmal 1969 gereinigt. Joachim Gerhardt, der damalige Leiter des Denkmalschutzamtes, erklärte, dass das Denkmal „von besonderer kunst- und kulturgeschichtlicher Bedeutung nicht nur für Hamburg“ und ein Wahrzeichen „gleichbedeutend neben dem Michel“ sei.
„Denkmäler und Standbilder sind im Zeitalter der Revision unseres Geschichtsbildes ein besonderes Anliegen der Denkmalpflege. Sie sind, wie auch immer man zu dem Gegenstand der Darstellung stehen mag, Ausdruck eines bestimmten zeitgebundenen Geschichtsbewusstseins, dessen Dokumente respektiert werden sollten. So wurde das nach Entwürfen von Lederer errichtete Bismarck-Denkmal (1903–1906) als ein für seine Zeit neuartiger und einmaliger Denkmaltyp unter Schutz gestellt.“
Das Hamburger Bismarck-Denkmal kann, mit Einschränkungen, als ein Kunstwerk der Moderne bezeichnet werden.

## Reparaturen und Sanierungen

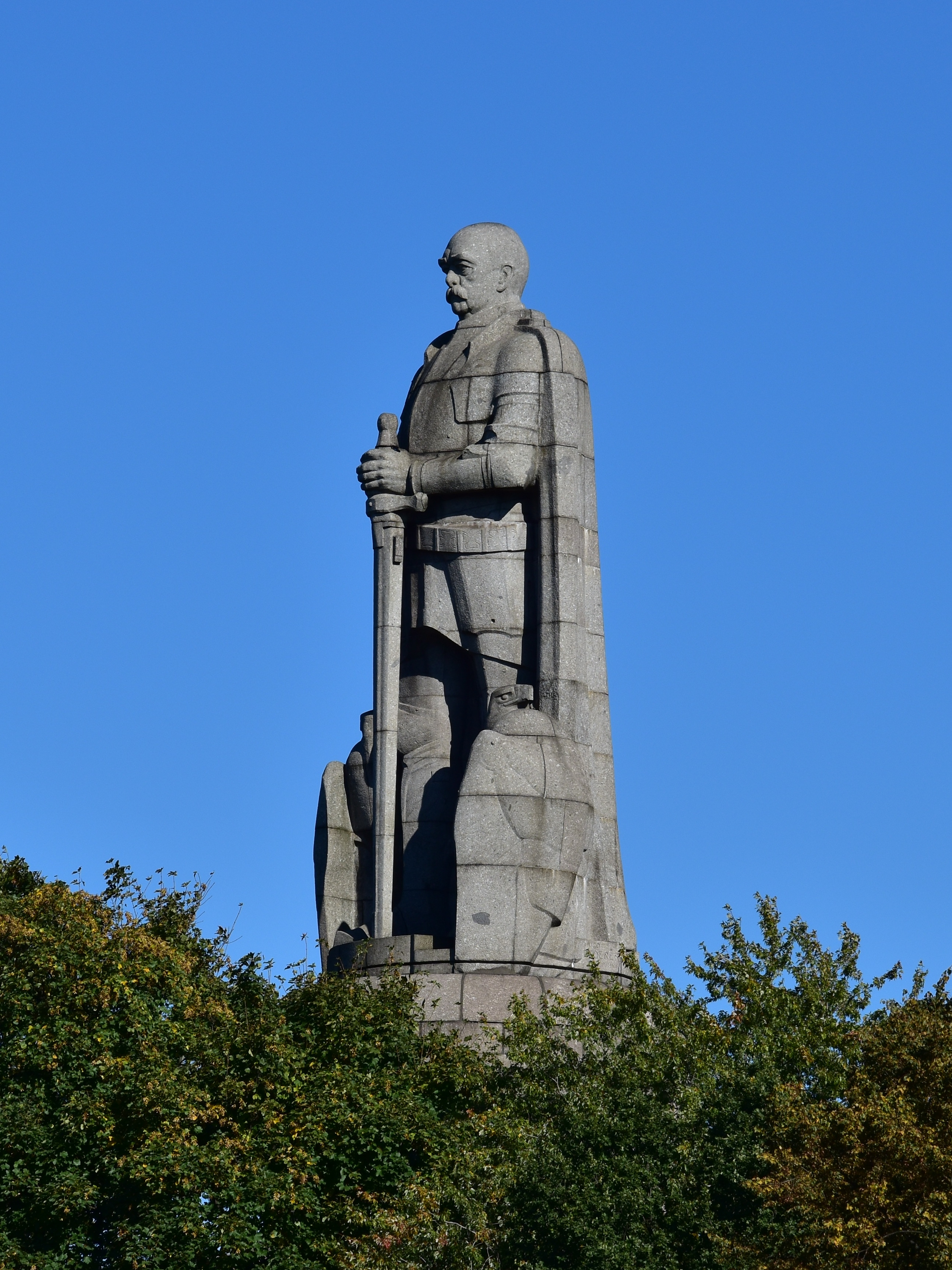
Der Hamburger Roland im Alten Elbpark, 2015

Der im Zweiten Weltkrieg durch Bombeneinwirkung beschädigte Unterbau des Denkmals wurde bis zum Spätsommer 1950 für 50.000 Mark instand gesetzt. Bis dahin war der ehemalige Luftschutzraum im Inneren des Bismarckdenkmals ein willkommenes Nachtquartier für heimatlose Jugendliche. Aus Sicherheitsgründen ist der Unterbau für die Öffentlichkeit verriegelt. Vereinzelte Führungen für Fachpublikum und Medienvertreter waren jedoch bis in die 2010er Jahre immer wieder möglich.
In den Jahren 1969 sowie 1989 wurden gegen eindringendes Regenwasser Steine abgenommen und dann Abdichtungen angebracht.
Durch die Betonlast der Luftschutz-Einbauten wurden die Mauern des Sockels belastet, Risse entstanden in den Mauern, es gibt Stalaktiten im Inneren, die Figur neige sich angeblich, hieß es in der Lokalpresse. Bereits seit Anfang 2003 gab es Überlegungen, das Bismarckdenkmal wegen statischer Probleme (damals neun Zentimeter Neigung auf die Gesamthöhe) zu sanieren. Sanierungskosten in Höhe von mindestens zwei Millionen Euro waren 2003 im Gespräch. Im Juni 2014 wurde bekannt, dass das Areal – d. h. Denkmal und Alter Elbpark – für 13 Millionen Euro saniert wird. 6,5 Millionen Euro sind aus dem Bundeskulturetat bewilligt und die andere Hälfte soll die Stadt Hamburg bezuschussen.
Von Februar 2020 bis Juli 2023 wurde das Bismarck-Denkmal für 8,9 Millionen Euro restauriert, den Großteil der Kosten trägt der Bund. Hamburg zahlt weitere 6,3 Millionen Euro für die Sanierung des Alten Elbparks, die bereits Ende 2019 begonnen hat. Im bisher ungenutzten Gewölbe ist außerdem ein Museum zur Geschichte des Monuments geplant. Ab April 2020 reinigte die Firma Kärcher die Statue mithilfe von Heißwasser-Hochdruckreinigern von Ruß, Stäuben, Graffiti, Algen, Flechten, Moosen und Vogelkot im Niederdruck-Partikelstrahlverfahren („Kultursponsoring“).
Im Rahmen der Sanierung des Bismarck-Denkmals wurden die Sockelgewölbe stabilisiert, die Feuchtigkeitsschäden behoben und die Granitoberflächen mit einem Graffitischutz versehen. Die Restaurierung des Denkmals wurde im Sommer 2023 abgeschlossen. Anschließend soll eine Sanierung des Alten Elbparks im Bereich oberhalb der Landungsbrücken erfolgen, wofür 6,5 Millionen Euro zur Verfügung stehen.

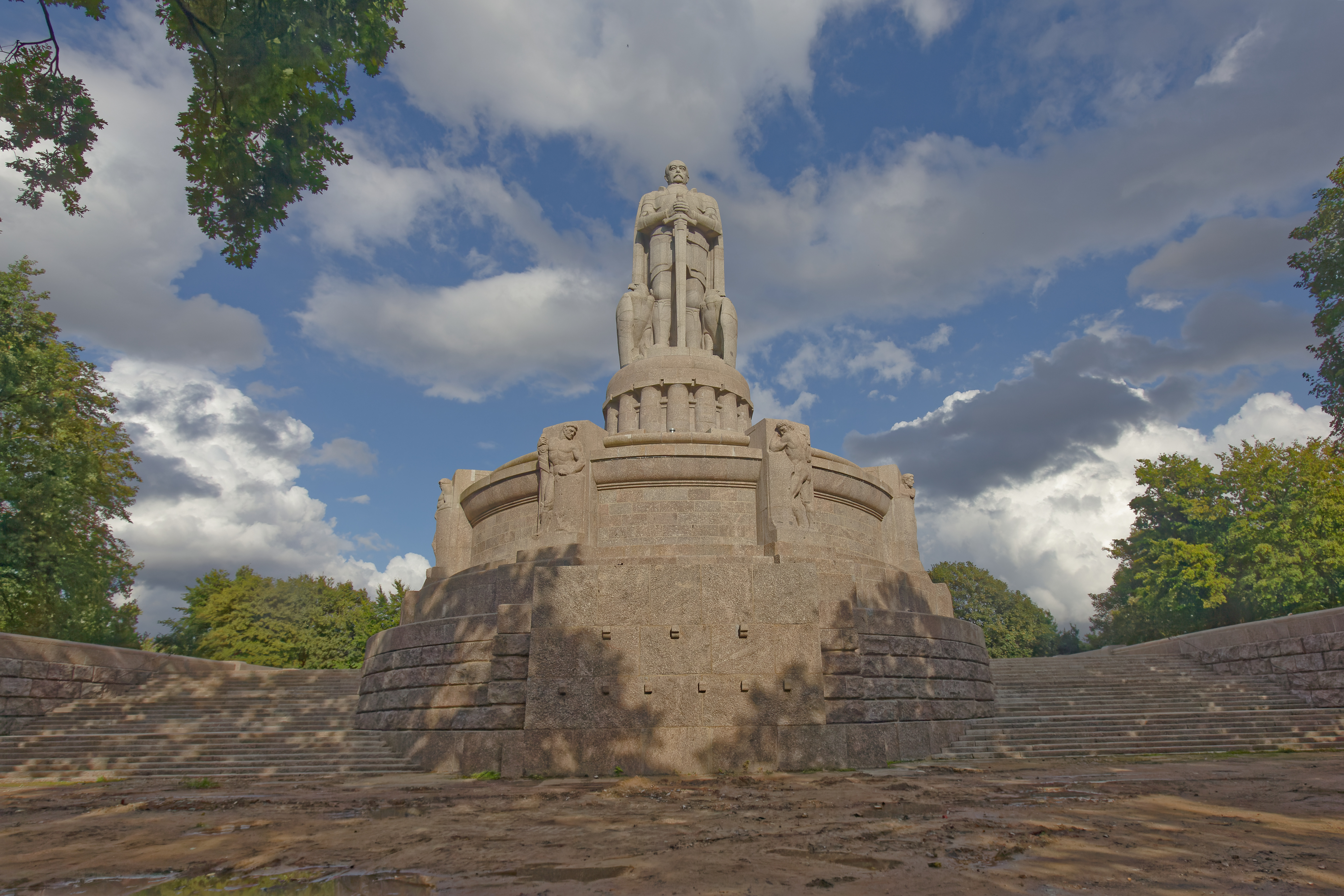
Ansicht der Vorderseite, 2023
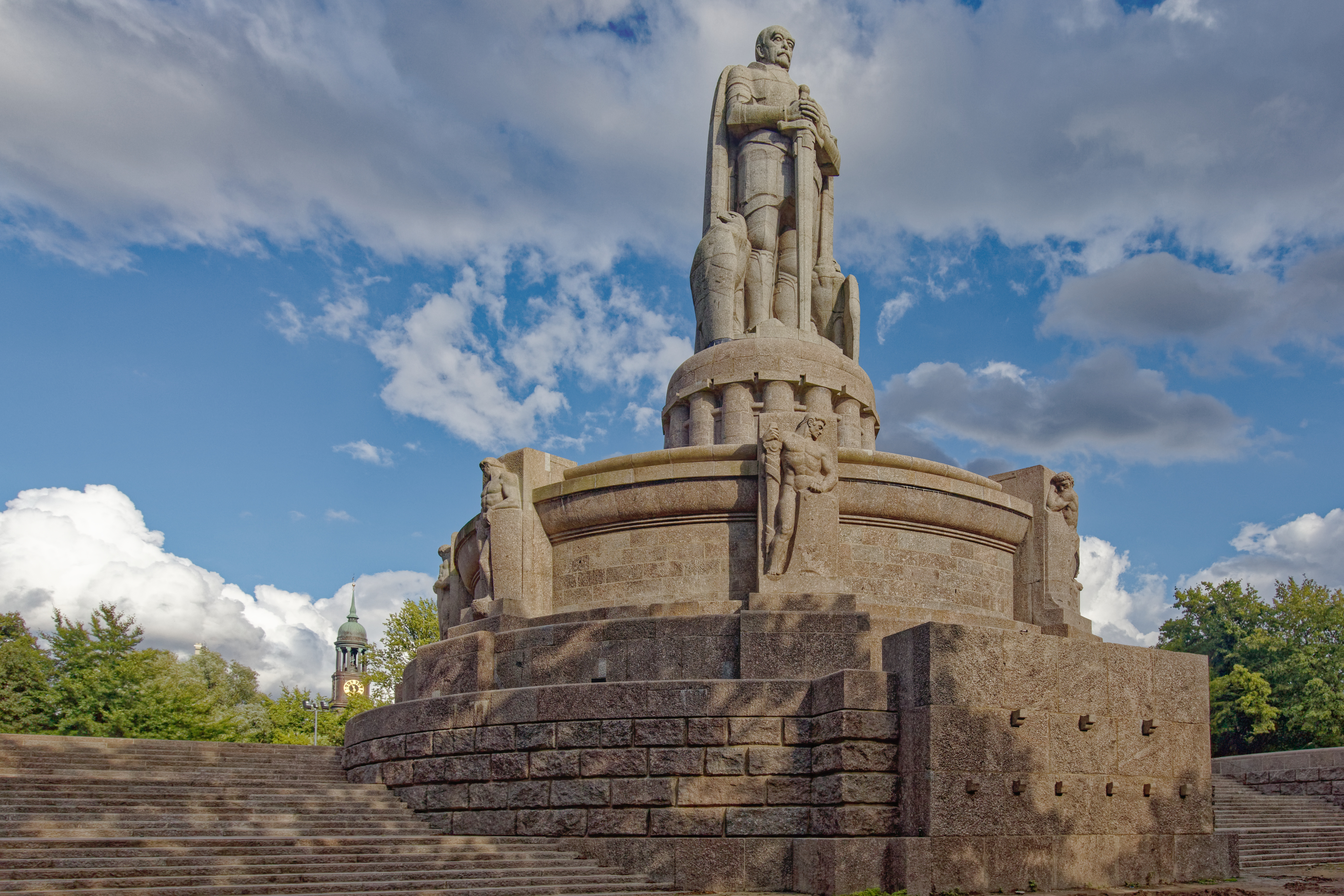
Ansicht von Nordwesten, 2023
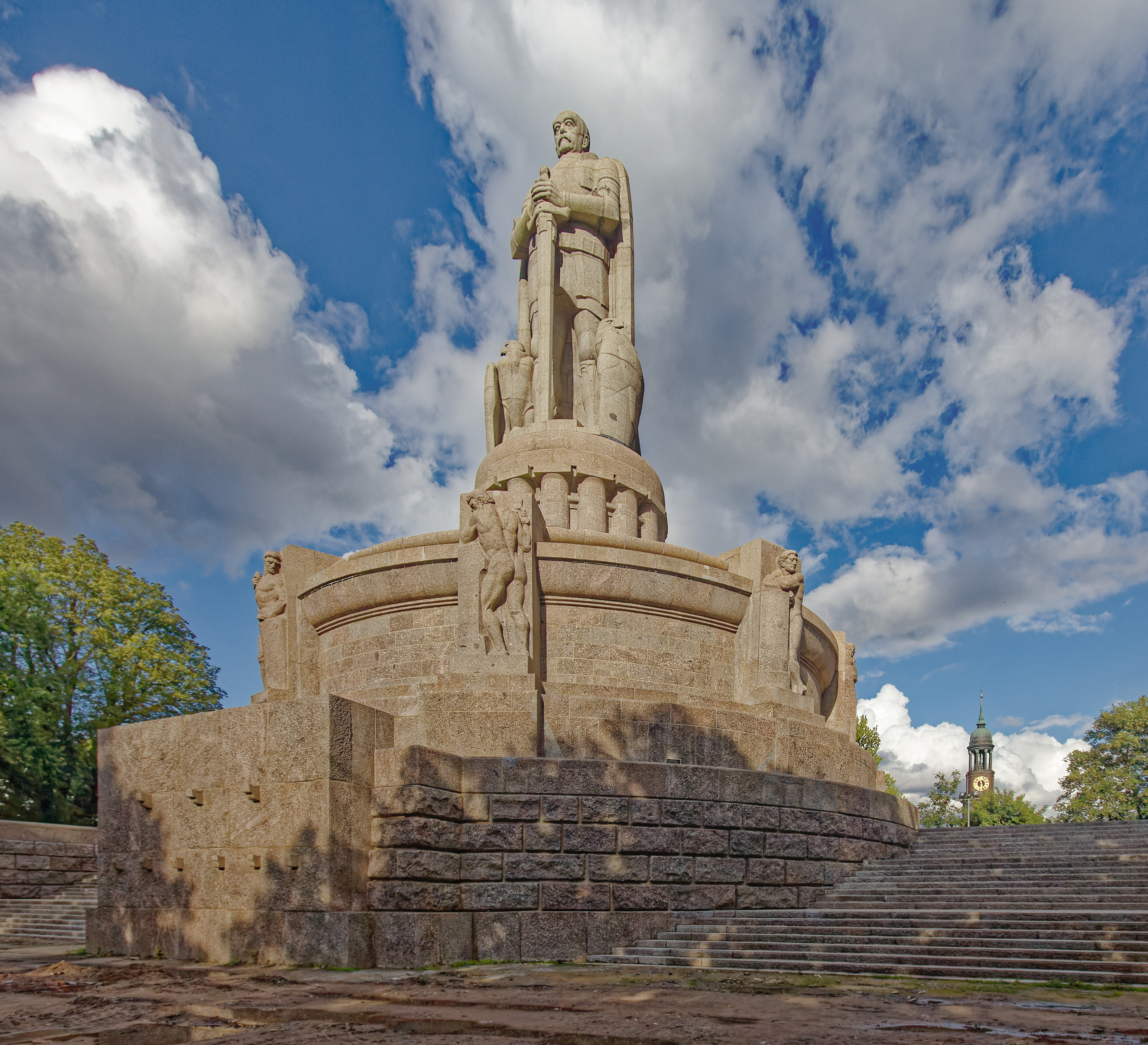
Ansicht von Südwesten, 2023

## Öffentliche Debatte
Die weltweiten Debatten und Proteste zum Umgang mit angeblich belasteten Denkmälern im Rahmen der Black-Lives-Matter-Bewegung intensivierten die Auseinandersetzungen um das Hamburger Bismarck-Denkmal im Alten Elbpark. Die Behörde für Kultur und Medien lud unterschiedliche Experten aus der Wissenschaft, der Kunst und der Zivilgesellschaft parallel zur laufenden Sanierung des Denkmals zu einem Prozess der Neu-Kontextualisierung des weithin sichtbaren Standbilds ein. Den Auftakt zu diesem Beteiligungsprozess bildete ein digitales Podiumsgespräch im November 2020, das die Forderungen nach einem kritischen Umgang mit diesem Hamburger Bismarck-Denkmal aufgriff und zur Diskussion über zivilgesellschaftliche Partizipation aufrief. Im Jahr 2021 fanden vier öffentliche, allerdings aufgrund der Corona-Pandemie nur digitale Workshops statt, die sich der Neu-Kontextualisierung des Bismarck-Denkmals widmen. Der erste, am 17. Juni 2021, beschäftigte sich mit den verschiedenen Perspektiven auf die politische Person Bismarcks und den Folgen seiner Politik in Deutschland wie weltweit. Im Unterschied zum Podiumsgespräch wurden zivilgesellschaftliche Initiativen wie „Intervention Bismarck-Denkmal“ oder „Decolonize Bismarck“ nicht eingeladen, an den von der Kulturbehörde moderierten Workshops teilzunehmen.
Die Stadt Hamburg hielt den Kritikern einer Sanierung entgegen: „Aus der Perspektive des Denkmalschutzes ist das Monument aus zwei Gründen schützenswert: 1.) als Kunstobjekt, mit einer Verbindung aus architektonischer und figürlicher Darstellung und 2.) als Zeugnis des nationalsozialistischen Erbes, das durch den im Sockel eingebauten Bunker und der ungewöhnlichen Ausschmückung überliefert ist.“

## In den Medien und Vorbild
- Nach einem Drehbuch der Hamburgerin Helga Feddersen wurde 1974 der Fernsehfilm Bismarck von hinten oder Wir schließen nie in der nahen Umgebung des Bismarck-Denkmals gedreht.
- 2015 installierte im Rahmen des Hamburger Architektursommers das Wiener Künstlerkollektiv Steinbrener/Dempf & Huber eine Steinbock-Skulptur auf dem Kopf des Bismarck-Denkmals.[39]
- 2016 wurde der Hamburger Rapper Gzuz im Musikvideo Ahnma von den Hip-Hop-Musikgruppe Beginner auf den Kopf der Bismarck-Statue montiert.
- Die von Hans Hundrieser nach seinem zweitplatzierten Entwurf für das Hamburger Bismarck-Denkmal geschaffene Statue[40] ist am Sedantag des Jahres 1903 auf dem heutigen Holstentorplatz in Lübeck vom damaligen Bürgermeister Heinrich Klug enthüllt und im Namen des Senates und der Bürgerschaft entgegengenommen worden.[41] Heute steht sie gegenüber der Kaiser-Wilhelm-Denkmal in der Parkanlage des Lindenplatzes vor dem Lübecker Bahnhof beim Lindenplatz.

## Weitere Bismarck-Denkmäler in Hamburg
In Altona-Altstadt befindet sich ein bronzenes Standbild Bismarcks auf einem Granitsockel in einer Grünanlage an der Königstraße (Schleepark, Nähe Behnstraße und Heilig-Geist-Kirchhof). Das Denkmal wurde 1898 von dem Bildhauer Adolf Brütt geschaffen. Andere Quellen schreiben das Denkmal dem Berliner Bildhauer Adolf Kürle zu. Altona hatte, wie hunderte andere Städte auch, Bismarck zu seinem 80. Geburtstag 1895 zum Ehrenbürger ernannt.
Ein weiteres kleineres Bismarck-Denkmal, das von dem Hamburger Bildhauer Karl Garbers geschaffen wurde, befindet sich im Stadtteil Bergedorf. Es wurde am 28. Oktober 1906 eingeweiht und stand zunächst auf dem Platz Ecke Reinbeker Weg und Grasweg in Bergedorf. In den 1960er Jahren wurde es an seinen heutigen Standort in den Schlosspark des Bergedorfer Schlosses versetzt. Das Denkmal besteht aus einer großen Granitplatte mit einem Bismarck-Porträtrelief, die auf drei nach oben sich verjüngenden Säulen ruht.
An der Fassade des Laeiszhof ist ein Bismarck-Standbild, zusammen mit Kaiser Wilhelm I., Albrecht von Roon und Helmuth von Moltke, von Bruno Kruse, 1897/98. Zur geplanten Aufstellung eines Bismarcksteins in Blankenese kam es ab 1890 zunächst nicht, auch wegen der schnelleren Errichtung des Bismarck-Denkmals im Alten Elbpark. Erst 1935 wurde dort ein Marinegedenkstein errichtet, der heute landläufig diesen Namen trägt.